# تپه زیارت تخت شاه
تپه زیارت تخت شاه مربوط به سده‌های میانه دوران‌های تاریخی پس از اسلام است و در شهرستان زابل، روستای تخت شاه واقع شده و این اثر در تاریخ ۱۰ دی ۱۳۸۱ با شمارهٔ ثبت ۶۷۵۲ به‌عنوان یکی از آثار ملی ایران به ثبت رسیده است.